# 大明路 (高雄市)
大明路（Daming Rd.）為高雄市鳳山區的南北向道路，起端為高雄衛武營都會公園出入口，自新強路口起沿途商家林立，道路較為狹窄，末端於瑞隆東路口銜接同明街。

## 行經行政區域
- 鳳山區

## 沿線設施
（由北至南）
- 衛武營都會公園
- 鳳山運動公園
- 高雄市立鳳甲國民中學
- 國立鳳新高級中學
- 高雄市立新甲國民小學
- 大明夜市
- 7-Eleven大洋門市
- 中華郵政高雄新甲郵局(高雄111支)
- OK超商鳳山瑞隆店
- 丹丹漢堡瑞東店

## 相關連結
- 高雄市主要道路列表